# اندی (فیلم)
«اندی» (انگلیسی: Andy (film)) یک فیلم به کارگردانی ریچارد سی سارافیان است که در سال ۱۹۶۵ منتشر شد. از بازیگران آن می‌توان به نورمن آلدن اشاره کرد.